# Hans Gresser

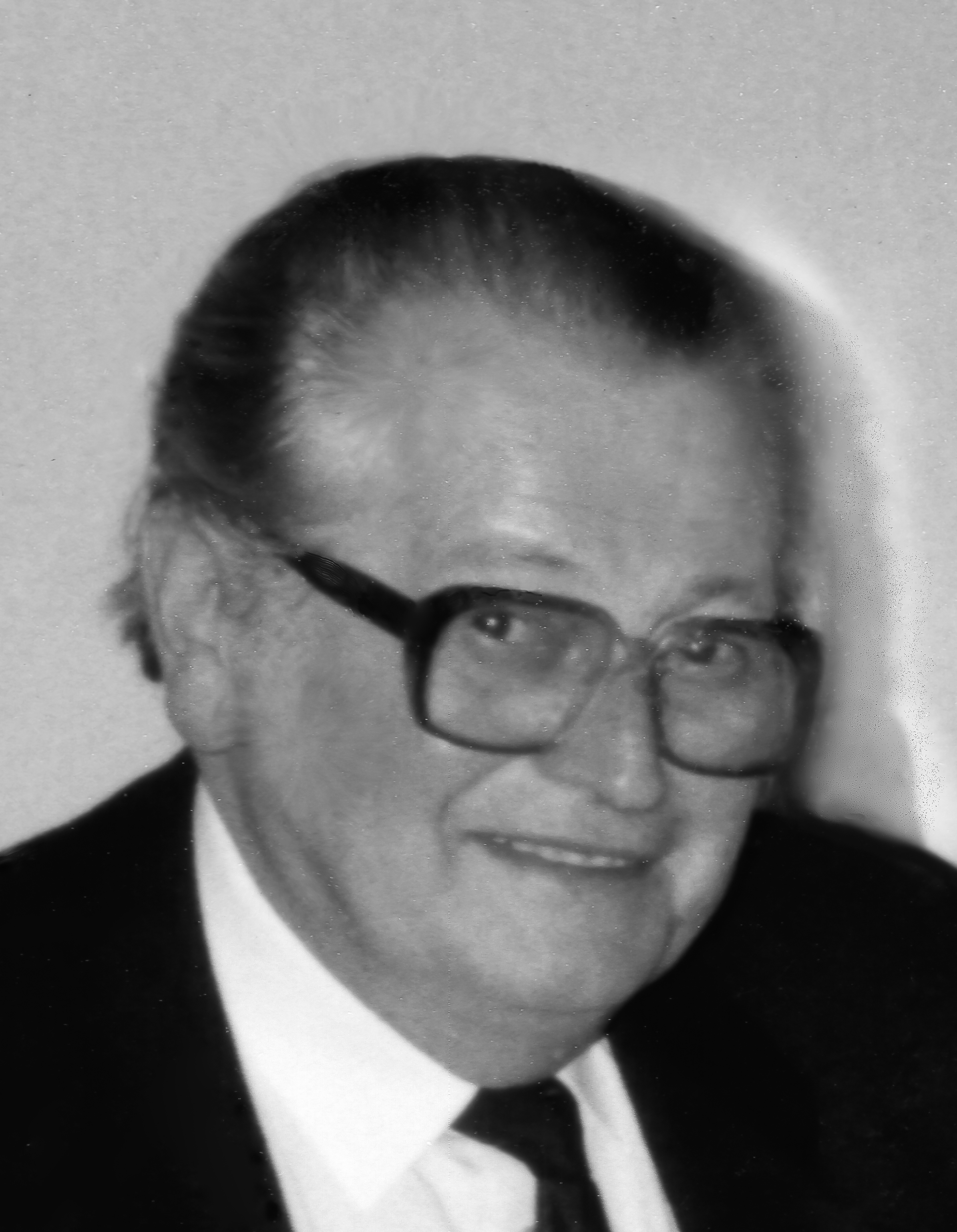
Hans Gresser

Hans Gresser (* 3. Mai 1921 in Ratibor (Oberschlesien); † 18. August 2003 in Detmold) war ein deutscher Musiklehrer, Komponist, Dirigent und Kritiker.

## Leben
Gresser ist 1921 im oberschlesischen Ratibor geboren. Den ersten Klavierunterricht erhielt er mit 7 Jahren. Er besuchte in Ratibor das humanistische Gymnasium und legte dort 1939 die Abiturprüfung ab. Eine erste eigene Komposition, Trio für Klavier, Violine und Violoncello, wurde schon 1938 in Ratibor öffentlich aufgeführt.

### Ausbildung und erste Berufstätigkeit
Nach dem Abitur wurde er zum Arbeitsdienst eingezogen, aber wegen einer dort aufgetretenen Augenerkrankung als wehruntauglich nach wenigen Wochen entlassen. Im November 1939 begann er ein Studium an der Hochschule für Lehrerbildung in München-Pasing. Im Januar 1940 wechselte er an die Universität Breslau an das Hochschulinstitut für Schul- und Kirchenmusik, um Schulmusik und Musikwissenschaft zu studieren, mit dem Zweitfach Deutsch. Zu seinen wichtigen Lehrern zählte er dort Bronislaw von Pozniak (Klavier) und Günter Bialas (Komposition). Im April 1942 wechselte er an die Reichshochschule für Musik in Wien, wo er unter anderem Chorleitung bei Ferdinand Großmann studierte. 1943 machte er das erste Staatsexamen und anschließend ein einjähriges Referendariat in Wien, 1944 das zweite Staatsexamen für Schulmusik, um anschließend in den Schuldienst einzutreten. Daneben absolvierte er die Kapellmeisterklasse von Leopold Reichwein in Wien. Gleichzeitig besuchte er 1943–1945 von Wien aus regelmäßig die Meisterklasse Komposition bei Max Trapp an der Preußischen Akademie der Künste in Berlin.
1946–1947 war er Korrepetitor am Landestheater Innsbruck, 1948/49 Korrepetitor am Theater in Saarbrücken. Daneben begann er für den Rundfunk zu arbeiten. 1951 trat er wieder in den Schuldienst ein in Kusel (Pfalz), 1954 wurde er Lehrer in Neustadt an der Weinstraße.

### Lehrer, Kritiker, Dirigent, Komponist in Lippe
1959 wechselte er als Musiklehrer nach Detmold an das Aufbau- (heute: Grabbe-)Gymnasium, wo er bis zu seinem Ruhestand 1983 tätig war. An der Nordwestdeutschen Musikakademie hatte er einen Lehrauftrag, den er bis 1985 wahrnahm. Seit 1959 schrieb er zudem für die Lippische Rundschau und das Westfalen-Blatt, vor allem Musikkritiken. Ebenfalls seit 1959 leitete er das Detmolder Jugendorchester (bis 1984).
Nach 1938 schuf er weitere Kompositionen. Am Landestheater Detmold wurden seine Ballettmusiken (ur)aufgeführt: in der Spielzeit 1970/71 Die Erbschaft der Familie Tuggs, 1974/75 E.T.A. - Träume - heute, 1981/82 Das goldene Netz. Kompositionen Gressers wurden auch in Bonn, Wien und Frankfurt gespielt.
Gresser starb in Detmold am 18. August 2003.  Sein Nachlass liegt (noch unaufgearbeitet) in der Lippischen Landesbibliothek in Detmold.

## Werke

### Selbständige Veröffentlichungen
- Edmund von Borck : ein Fragment. - Dülmen (Westf.) : Laumann, 1989. - 126 S. : zahlr. Ill. u. Notenbeispiele. – (Arbeitskreis für Schlesische Musik im Institut für Ostdeutsche Musik ; 14)

### Kompositionen
nur öffentlich aufgeführte Werke verzeichnet
| Jahr    | Titel | Bemerkung |  |
| ------- | --- | --- |  |
| 1938    | Trio für Klavier, Violine und Violoncello | |  |
| 1940    | Passacaglia und Fuge für Orgel, erweitert zu Toccata, Passacaglia und Fuge für Orchester                                                                              | Uraufführung unter eigener Leitung in Ratibor                                                                         |  |
| 1940    | Klaviersonate in A | |  |
| 1942    | Galgenlieder für Bariton, Sprecher, Männerchor | UA in Wien durch den Wiener Männergesangverein und die Wiener Philharmoniker unter Leitung von Ferdinand Grossmann    |  |
| 1944/45 | Konzert für Orchester | UA im Opernhaus Frankfurt am Main am 21./22.9.1947 durch das Museums-Orchester unter Leitung von GMD Bruno Vondenhoff |  |
| 1947    | Trio für Klavier, Flöte und Violoncello | |  |
| 1949    | Variationen und Finale für Violoncello und Klavier | |  |
| 1952    | Die Heinzelmännchen für einen Erzähler, stumme Spieler, Chor und Orchester                                                                                            | |  |
| 1954    | Kai aus der Kiste für Schauspieler, Chor und Orchester (eine Art Jugendoper)                                                                                          | |  |
| 1959    | An die Hoffnung (Schiller) für Jugendchor und -orchester | |  |
| 1960    | Concertino für Klavier, Schlagzeug und Streichorchester (in Zwölfton-Jazz-Manier)                                                                                     | |  |
| 1961    | Zweite Sonate für Klavier | |  |
| 1962    | Aphorismen und Fughetta für Klavier | |  |
| 1964    | Fünf Balladen nach François Villon für Tenor und Klavier. Auftragswerk für Fritz Wunderlich                                                                           | |  |
| 1969/70 | Die Erbschaft der Familie Tuggs. Ballett nach Charles Dickens. Auftragswerk des Landestheaters Detmold                                                                | UA Detmold 1971 |  |
| 1973    | Cantica pacis. Für Chor und Orchester. Nach Texten von Nelly Sachs, Hans-Jürgen Greilich und Günter Eich. Auftragswerk des Volksbundes Deutsche Kriegsgräberfürsorge. | UA Bonn 1973 |  |
| 1974/75 | E.T.A. - Träume - heute. Ballett - frei - um E.T.A. Hoffmann | UA Detmold 1975 |  |
| 1977    | Quintett für Flöte, Oboe, Klarinette, Fagott und Horn | |  |
| 1980/81 | Das goldene Netz. Mobile für Sänger, Tänzer, Schauspieler und Orchester                                                                                               | UA Sommerliche Musiktage Hitzacker 1981 unter der Leitung von Günther Weißenborn                                      |  |

außerdem Bühnen-, Hörspielmusiken, Chöre, Chorsätze, Spielmusiken und Unterhaltungsmusik, diese unter dem Namen Hans Anders.

### Beiträge
- Bedeutende Ausstellung von Grafischer Kunst des 20. Jh. aus lippischem Privatbesitz im Landesmuseum (LR. 27.1972, Nr. 266 vom 16. Nov.)
- Vor 150 J. kam Lortzing ans Detmolder Hoftheater (Ebd. 31.1976, Nr. 246 vom 28. Okt.)
- »Undine« ernstgenommen: Großerfolg im Landestheater (Ebd. 34.1979, Nr. 252 vom 29. Okt.)

und zahlreiche weitere Kritiken über Konzerte, Musiktheateraufführungen und Kunstausstellungen in derselben Zeitung.

### Mitarbeit
- Meilensteine eines Komponistenlebens. Kleine Festschrift zum 70. Geb. von. Günter Bialas (Kassel 1977)
- Melos (Mainz). [Gelegentl. Mitarb.]